# Maurice Manificat
Maurice Manificat (Sallanches, 4 aprile 1986) è un fondista francese.

## Biografia
Ha debuttato in campo internazionale ad alto livello in occasione dei Mondiali juniores di Stryn nel 2004, senza ottenere risultati di rilievo. In Coppa del Mondo ha esordito il 16 dicembre 2006 nella 30 km a tecnica libera con partenza in linea di La Clusaz (64°), ha ottenuto il primo podio il 7 dicembre 2008 nella staffetta di La Clusaz (3°, in squadra con Jean-Marc Gaillard, Vincent Vittoz ed Emmanuel Jonnier) e la prima vittoria il 6 marzo 2010 nella 30 km a inseguimento di Lahti. In gare individuali ha ottenuto il primo podio il 12 dicembre 2009 nella 15 km a tecnica libera di Davos (3°). È il terzo fondo francese ad aver vinto una gara di Coppa del Mondo, dopo Vittoz e Gaillard.
In carriera ha partecipato a quattro edizioni dei Giochi olimpici invernali, Vancouver 2010 (6° nella 15 km, 26° nell'inseguimento, 4° nella staffetta, dove ha marcato il miglior tempo tra i terzi frazionisti), Soči 2014 (43° nella 50 km, 8º nello skiathlon, 3° nella staffetta), Pyeongchang 2018 (5º nella 15 km, 5º nello skiathlon, 3º nella sprint a squadre, 3° nella staffetta) e Pechino 2022 (medaglia di bronzo nella staffetta, 12º nella 15 km, 10º nella 50 km, 23º nello skiathlon), e a otto dei Campionati mondiali, vincendo quattro medaglie.

## Palmarès

### Olimpiadi
- 4 medaglie:
  - 4 bronzi (staffetta a Soči 2014; sprint a squadre, staffetta a Pyeongchang 2018; staffetta a Pechino 2022)

### Mondiali
- 4 medaglie:
  - 1 argento (15 km tecnica libera a Falun 2015)
  - 3 bronzi (staffetta a Falun 2015; staffetta a Seefeld in Tirol 2019; staffetta a Oberstdorf 2021)

### Coppa del Mondo
- Miglior piazzamento in classifica generale: 5º nel 2010 e nel 2016
- 19 podi (17 individuali, 2 a squadre):
  - 6 vittorie (individuali)
  - 8 secondi posti (individuali)
  - 5 terzi posti (3 individuali, 2 a squadre)

#### Coppa del Mondo - vittorie
| Data             | Località             | Nazione   | Spec.    |
| ---------------- | -------------------- | --------- | -------- |
| 7 marzo 2010     | Lahti                | Finlandia | 30 km PU |
| 16 dicembre 2012 | Canmore              | Canada    | 30 km ST |
| 14 dicembre 2013 | Davos                | Svizzera  | 30 km TL |
| 23 gennaio 2016  | Nové Město na Moravě | Rep. Ceca | 15 km TL |
| 10 dicembre 2017 | Davos                | Svizzera  | 15 km TL |
| 26 gennaio 2019  | Ulricehamn           | Svezia    | 15 km TL |

Legenda:

TL = tecnica libera

PU = inseguimento

ST = skiathlon

#### Coppa del Mondo - competizioni intermedie
- 17 podi di tappa:
  - 4 vittorie
  - 6 secondi posti
  - 7 terzi posti

##### Coppa del Mondo - vittorie di tappa
| Data             | Località      | Nazione   | Competizione    | Disciplina  |
| ---------------- | ------------- | --------- | --------------- | ----------- |
| 21 marzo 2010    | Falun         | Svezia    | Finali          | 15 km TL HS |
| 12 marzo 2016    | Canmore       | Canada    | Ski Tour Canada | 15 km TC PU |
| 8 gennaio 2017   | Val di Fiemme | Italia    | Tour de Ski     | 9 km TL PU  |
| 26 novembre 2017 | Kuusamo       | Finlandia | Ruka Triple     | 15 km TL PU |

Legenda

PU = inseguimento

HS = partenza a handicap

TL = tecnica libera